# Majomper
A majomper (Scopes Trial, Scopes Monkey Trial, vagy Monkey Trial) néven elhíresült, világszerte hatalmas felháborodást keltő bírósági per 1925. július 10-től 21-ig zajlott Daytonban (Tennessee állam, Amerikai Egyesült Államok).
Az ACLU (American Civil Liberties Union) támogatásával helyi üzletemberek kezdeményezték a 24 éves John Thomas Scopes középiskolai tanár bíróság elé állítását, akit a néhány hónappal korábban hozott Butler-törvény megsértésével vádoltak. A törvény kimondta, hogy büntethetőek azok a tanárok, akik diákjaiknak a bibliai teremtéstörténet helyett Charles Darwin evolúcióelméletét tanítják, mely szerint az emberek alacsonyabb rendű élőlényektől származnának. 
Ezt a fajta evolúcióelméletet istenkáromlásnak tartották.

## Előzmények
Charles Darwin 1859-ben megírta a A fajok eredete – Természetes kiválasztás útján, (eredeti cím: The Origin of Species) című könyvét, valamint 1871-ben Az ember származása és a nemi kiválasztás (eredeti cím: The Descent of Man, and Selection in Relation to Sex) című munkáját, melyekben az evolúció elméletének alapjait rakta le. Az addig elfogadott bibliai teremtéstörténet helyett Darwin tudományos alapokon magyarázta az élet keletkezését és a Földön létrejött sokszínű élet fejlődését.
Darwin fajelmélete sokáig nem váltott ki ellenállást és nem is igazán érdekelte az emberek többségét, kivéve a vallásos fundamentalistákat, akik szerint senkinek nincs joga a Szentírással egyet nem érteni, így mindent, ami a Biblia tanításával ellentétes, megpróbáltak száműzni az oktatásból. Fő célpontjuk az evolúcióelmélet volt, melyet a teremtéstörténettel össze nem egyeztethetőnek hirdettek.
1925-ben John Washington Butler állami képviselő, aki a Világ Keresztény Fundamentalistáinak Szövetsége (World Christian Fundamentals Association) elnöke is volt, arról tartott beszédet képviselőtársainak, hogy az amerikai kormány is a Bibliára épül, aki visszautasítja annak tanait, a keresztényeket sérti, sőt aláássa a kormányzatot. Ezek védelmére új törvényjavaslatot nyújtott be.
A tervezet legfőbb támogatója, William Jennings Bryan (később a „majomperben” a vádló ügyész) az evolúcióelméletet olyannyira veszedelmesnek tartotta, hogy úgy vélte, az emberiség hanyatlását okozza majd. 1918 után kampányt indított az evolúcióelmélet ellen, mellyel sikert elsősorban a déli államokban ért el. Ennek a kampánynak is szerepe volt abban, hogy 1925 márciusában a tennesseei törvényhozás elfogadta a Butler-törvényt, melyben megtiltották a bibliai teremtéstörténetnek ellentmondó elméletek oktatását, ennek megszegése pedig 100-tól 500 dollárig terjedő bírság kiszabását eredményezhette. (Ez abban az időben egy tanár fél évi fizetése volt.)
Tennessee Állam Közgyűlése törvénybe iktatja, hogy bármely tanár, aki egyetemen, vagy […] más nyilvános iskolában tanít, melyet részben, vagy teljes mértékben az Állam finanszíroz, törvénytelenséget követ el, amennyiben olyan elméletet oktat, mely tagadja a Bibliában foglalt teremtéstörténetet, és ehelyett azt tanítja, hogy az ember egy alacsonyabb rendű állattól származik.
A törvénytervezetet nem igazán akarták támogatni a képviselők, de féltek, ha ellene szavaznak, kétségbe vonják a vallásosságukat, és ezzel az újraválasztási esélyeik is romlottak volna, így annak ellenére, hogy a nagy többség nem értett vele egyet, a törvényjavaslatot 21:5 arányban megszavazták. Az iskola vezetősége és tanárai sem mertek szót emelni ellene, attól félve, hogy kevesebb támogatást fog kapni az iskola az államtól. A nyomás hatására – valamint attól tartva, hogy a képviselők még a neki fontos ügyekben is ellene fognak voksolni – még az elég liberális és szabad szellemű demokrata Austin Peay kormányzó is inkább szentesítette a Butler-féle antievolúciós törvényt.

## A per közvetlen előzményei
A Butler-törvény a liberális közvéleményt mélyen felháborította. Az Amerikai Polgári Szabadságjogok Uniója (ACLU) nevű szervezet szerint nem csak a tudományos szabadságot, de a szólásszabadságot is veszélyeztette az új törvény. A szervezet több újságban adott fel hirdetést (például a Chattanooga Times-ban május 4-én), olyan tennesseei tanárt keresve, aki egy próbaperben elvállalná a vádlott szerepét, és a törvény megszegésével az evolúcióelméletet tanítaná a diákoknak. Így az ítélet után, mikor továbbviszik az ügyet a felsőbb bíróságra, kiderülhet, hogy alkotmányos-e egyáltalán az új törvény. A jelentkezőt támogatásukról biztosították, ügyvédet ígértek a leendő vádlott mellé, biztosították, hogy a per a tanári állását nem fogja veszélyeztetni, békésen lezajló próbapert helyeztek kilátásba. Egy daytoni üzletember, George Washington Rappleyea jelentkezett is, hogy ő ismer ilyen tanárt. Őt nem a törvény, vagy a per kimenetele érdekelte, sokkal inkább az, hogy egy ilyen per nyomán a település az érdeklődés középpontjába kerülhet, gazdasági fellendülést hozhat a pusztuló, egyre inkább elnéptelenedő (1890-ben 3000 lakosból 1925-re már csak 1800 maradt) kisvárosnak. 
Az ACLU elfogadta Rappleyea felajánlását. Két nap múlva Fred E. Robinson vegyeskereskedésében már a részleteket beszélték át John T. Scopesszal, aki igaz, hogy futballedző volt a helyi középiskolában, de a biológiatanár hosszabb betegsége miatt biológiaórákon is helyettesített. A tankönyv (a Hunter-féle Civic Biology), amiből az iskolában is tanítottak tartalmazott evolúcióval foglalkozó fejezetet, valamint Scopesnak az volt a véleménye, hogy Darwin nélkül nem lehet biológiát tanítani, tanítási kérdésekben nem dönthet a törvény, ezért önfeljelentést kezdeményezett.
A környező városok megpróbálták megszerezni a tárgyalás helyszínéül a saját településüket, hogy abból nekik származzon hasznuk, azzal indokolva, hogy a daytoni bíróság épülete túl kicsi lesz a per lefolytatásához, de az ACLU-nak a megrendezés helyszíne már nem volt fontos kérdés.
Scopes kihallgatására 1925. május 25-én került sor, ahol ezt vallotta: 
"Megtanultuk, hogy az állati formák úgy rendeződnek el, hogy az egyszerű, egysejtű formákkal kezdődnek, és abban a csoportban érik el csúcspontjukat, ami magát az embert is tartalmazza."
A törvénysértés miatt kiírták a pert, melynek hivatalos elnevezése Tennessee vs. John Thomas Scopes No 5232 lett.

## A per
1925. július 10-én kiválasztásra került az esküdtszék. A Rhea megyei bíróság előtt megkezdődött perben a vádat William Jennings Bryan volt külügyminiszter, a védelmet Clarence Darrow ügyvéd képviselte, a bíró John T. Raulston lett.
(Az evolúcióelmélet hívei H. G. Wells híres írót és gondolkodót kérték fel, de ő nem kívánt részt venni az ügyben, a tárgyalásra sem utazott el.)
A kezdőbeszédekre 13-án került sor. 
Az ACLU a védelmet a törvény alkotmányt sértő tartalmára szerette volna felépíteni, míg Darrow inkább tudományos síkra akarta terelni azt, és igen hatásos beszéddel indított:
„Nem Scopes van most bíróság előtt, hanem az egész emberi civilizáció. A vád rá akarja nyitni a bigottság uralmának kapuját századunkra, amely legutóbb a középkorban volt csak ismeretes. Ha a vád győzedelmeskedik, egyetlen ember személyes hite sem lehet többé biztonságban."
A bíró viszont nem engedte ebbe az irányba a tárgyalás menetét, a Darrow által felkért több tudományos akadémikust sem engedte nyilatkozni a témáról, amit azzal indokolt, hogy nem a törvényről, hanem a szabálysértésről kell ítéletet hozniuk. 
A kudarc után, miután tanúit kizárták, Darrow taktikát változtatva, olyat lépett, amire senki nem számított. 20-án, a per csúcspontjaként, magát a vádló ügyészt, Bryant szólította a tanúk padjára. 
A vád többi képviselője azonnal ellenezte, hogy a teológiában kevésbé jártas Bryannek keresztkérdéseket tegyenek fel, ő azonban határozottan állította, a Biblia minden részét ismeri és érti, bárki ellen vitába száll, ha a keresztény értékek megvédése a tét. 
A sajtó természetesen végig tudósított erről a részről is, és mikor kiderült, hogy Bryan mégsem ismeri a Bibliát (eredetileg azt állította, hogy szó szerint kell érteni az abban leírtakat, mire Darrow rögtön reagált, hogy ezek szerint az is igaz, hogy Jónás tényleg egy cet gyomrában élt, Bryan módosított, hogy sokszor a józan észnek kell értelmeznie a benne írtakat), teljesen belezavarodott a kérdésekbe és a válaszokba, végül nevetségessé tette magát, hiába próbált visszatámadni, hogy Darrow „egyetlen célja a Biblia rágalmazása volt”, a közvélemény nagy többségét meggyőzték a védelem érvei, és Scopes mellé álltak.
A két órán át tartó keresztkérdés-felelet részt a per szellemi mélypontként is emlegetik.
A vallásosság ebben az időben nem volt kérdés, mint ahogy Darrow Istenben való hite sem, ő mindössze a Szent könyvben leírtak ellentmondásaira hívta fel a figyelmet, melyet ezért nem lehet szó szerint értelmezni, tudományos kérdések eldöntésére pedig alkalmatlan. 
Persze Darrow sem rögtönzött, hanem alaposan felkészült, pontosan tanult meg részeket a Bibliából, egy Bryant eljátszó geológus-lelkipásztorral pedig a meghallgatást megelőző estéken próbálták a majd élesben zajló kihívást eljátszani. 
Az ügyvéd elsöprő győzelmet aratott Bryan felett, de a meghallgatást a bíró két óra múlva berekesztette, az esküdteket utasította, hogy ne vegyék figyelembe az elhangzottakat és töröltette a vallomásokat.
Az igazságszolgáltatás részrehajlása ezzel teljes bizonyosságot nyert, Darrow a további védelmet feladta és a fellebbezés reményében maga kérte a védence elítélését. Mivel a bíró egyetlen kérdésre korlátozta a tárgyalást, miszerint Scopes megsértette a törvényt, mivel bevallottan tanította az evolúciót, bűnösnek találták és július 21-én 100 dollár bírságot szabtak ki rá. A bírság végül sosem lett kifizetve, mert a tennesseei legfelsőbb bíróság két évvel később, 1927-ben törvénytelennek minősítve törölte az ítéletet, technikai okokra hivatkozva, mivel csak az esküdtbíróság ítélhetett volna pénzbüntetést.

### Dayton a per alatt

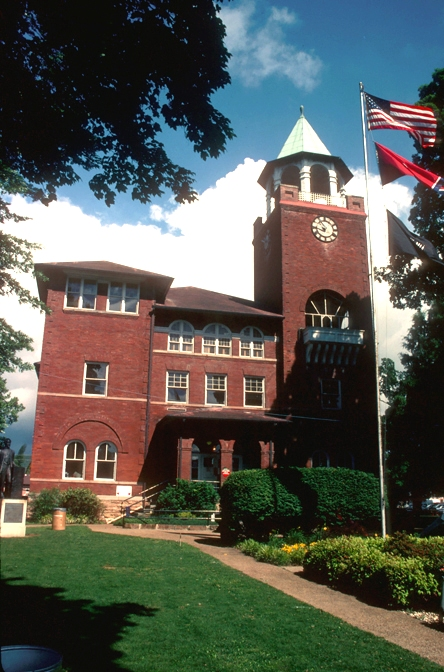
Rhea County Courthouse bírósági épület

A per óriási érdeklődést váltott ki. Az ezernyolcszáz lakosú Daytonban már az első napon több mint ezer ember volt kíváncsi a tárgyalásra.
A Rhea County Courthouse bírósági épületben az ezer emberből több száz már csak állva tudta hallgatni a beszédeket. A per további napjain még nagyobb hallgatóság gyűlt össze, ezért a bíró félve, hogy a padló beszakad, a tárgyalást kivitte a szabad ég alá. 
A törvényt támogató hívők, a nagyobb teret kihasználva feliratot függesztettek ki a bíróság mögé „Read Your Bible”, azaz „Olvasd el a Bibliád” felirattal, mire a védelmet képviselő Darrow kérte a bírót, hogy ugyanolyan méretben akkor az „Olvasd el az evolúciód" feliratot ők is kifüggeszthessék, mire a bíró inkább leszedette a Bibliát hirdetőt.
Ezután a város különböző pontjain feszítettek ki különböző feliratokat tartalmazó szövegeket a két tábor képviselői. 
A városban vásári forgatag alakult ki. Étel-, és ital standok nyíltak, bibliaárusok kínálták a könyveiket, sőt még majmokat is mutogattak az utcákon. Az arra járóknak a különböző felekezethez tartozó lelkipásztorok prédikációkat tartottak.
Az evolúcióellenes T. T. Martin a Hell and the High School (Pokol és középiskola) című könyvét árulta a hívőknek, akik nemcsak a várost, de a környező dombokat, folyópartokat is ellepték.
A kisvárost az újságírók is elárasztották. A helyszínre száznál is több érkezett, hogy a rendkívüli eseményről tudósítsanak. A sajtó az első oldalon, Majomper címmel közvetítette a fejleményeket az újságokban.
A beszédeket nagyon sokan hallhatták, mivel ez volt a világon az első per, amit a rádió élőben közvetített.

### A per főszereplői

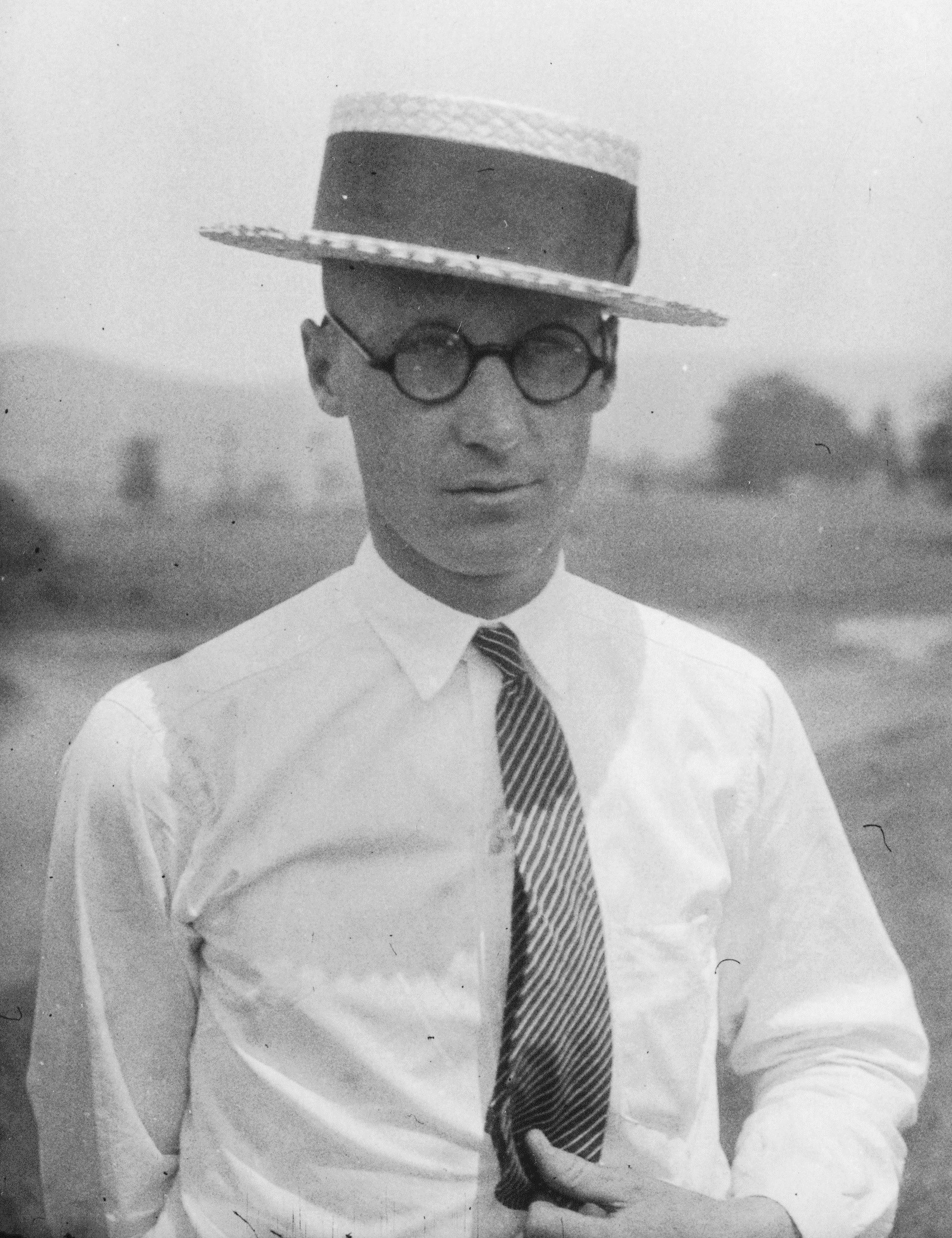
John T. Scopes

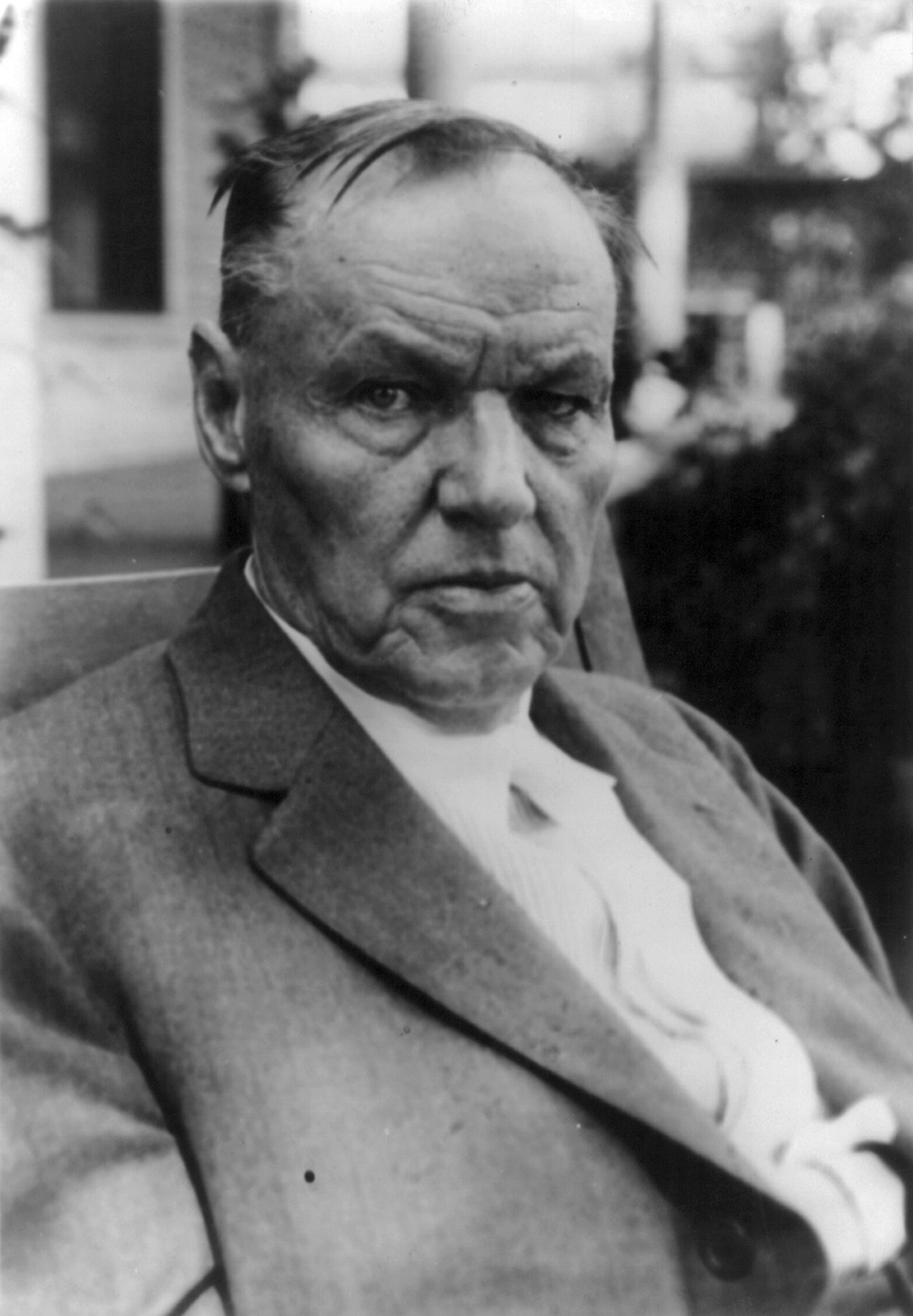
Clarence Darrow

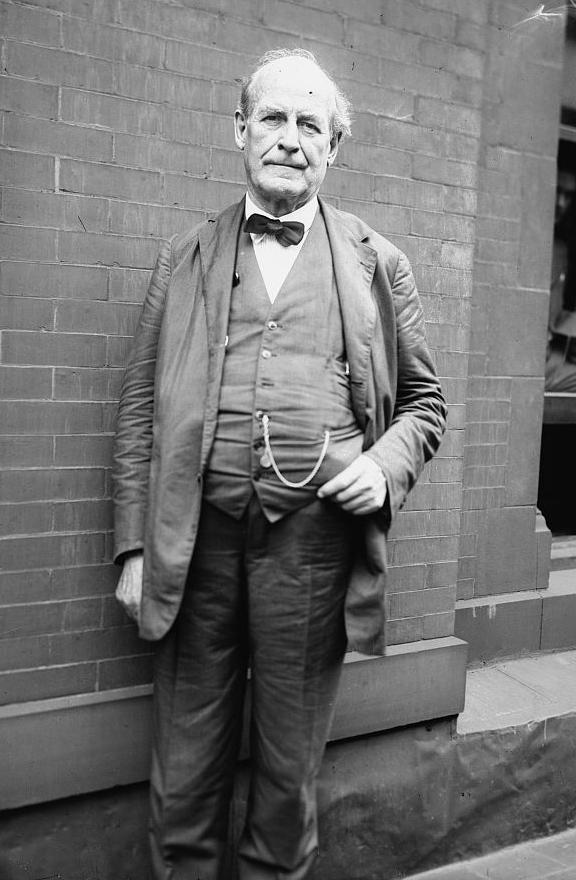
William Jennings Bryan

Vádlott: John T. Scopes. Az 1925. évi tennesseei Butler-törvény megsértője.
A per után elvesztette tanári állását, Tennesseeből feleségével együtt elköltözött, újra jelentkezett az egyetemre, befejezni megkezdett egyetemi tanulmányait. 
Geológusként diplomázott a Chicagói Egyetemen. 1932-ben szocialistaként indult a kongresszusi képviselőválasztáson, de vereséget szenvedett. Mivel geológusi végzettsége volt, a Gulf Oil társaság alkalmazta Dél-Amerikában olajkeresésre. Később a Louisiana állambeli Shreveportba került, itt tanulmányozta az olajkészleteket az 1963-ban bekövetkező nyugdíjazásáig. Itt élt élete végéig. 1967-ben írta meg emlékiratait, 1970-ben halt meg.
Védőügyvéd: Clarence Darrow (ACLU). Nemzetközi hírű jogász.
Leghíresebb (hírhedtebb) pere volt, mikor egy 18 és egy 17 éves, jó iskolába járatott, gazdag családból származó fiatalt védett, akik a vád szerint unalomból és szórakozásból megöltek egy 14 éves fiút. 12 órás védőbeszédével elérte, hogy az akkor még a 21 éves felnőtté válási korhatárt el nem ért két fiatalt ne ítéljék halálra, hanem életfogytiglant és még 99 év börtönt kapjanak (az amerikai jogban születhet ilyen ítélet). Hogy bebizonyítsa, nem a pénzért vállalta a hatalmas munkát, csak a Chicagói Jogi Társaság által megállapított ügyvédi díjat fogadta el.
A Scopes-per után még további nagy nyilvánosságot kapott ügyekben is volt védőügyvéd. 1938-ban, 80 évesen halt meg.
Ügyész: William Jennings Bryan. Nagy hatású és tekintélyű szónok, keresztény fundamentalista,  politikus, a Butler törvény legnagyobb támogatója. A demokrata párt színeiben háromszor indult az amerikai elnökválasztáson (1896,  1900, 1908), 1913–15 között pedig a Wilson-kormány külügyminisztere volt. A daytoni tárgyalás előtt harminc évig nem vett részt bírósági perben.
Mélyen vallásos, presbiteriánus vallását sokszor hangoztatta, az evolúciós elméletben mégis inkább a szociáldarwinizmus terjedése zavarta, nem az, hogy a Bibliával ellentétes tanokat hirdet.
Kevésnek gondolta csak az evolúció elmélete ellen fellépni, a darwinizmus egésze ellen harcolt, kihasználva tekintélyét és a politikában betöltött szerepét. 
A daytoni perben megtalálták személyében a legalkalmasabbat a vád képviseletére, elvakultságát mi sem bizonyítja jobban, mint hogy azt hirdette, a győzelem mindennél fontosabb, hiszen az egész kereszténység léte a tét.
Jogilag a pert a vád része nyerte, Bryant mégis nagyon bántotta, hogy a nagy záróbeszédét nem mondhatta el, ezért a per után, hogy még nagyobb hírnevet szerezzen, az ország több pontján is elmondta a beszédét, sőt arról is intézkedett, hogy nyomtatásban is megjelenjen. 
Több száz kilométer utazás után, 1925. július 26-án Chattanoogából  visszatért Daytonba, ahol istentiszteleten vett részt. Ezután megvacsorázott, lefeküdt aludni, de nem ébredt fel többé. A per után öt nappal történt halálának pontosan nem tudni az okát, cukorbetegséggel is küzdött, a perrel járó sok izgalom és kimerültség is okozhatta. 65 éves volt.
Bíró: John T. Raulston. A per alatt előítéleteit nem titkolva, látványosan igyekezett az ügyet a vádnak kedvező irányba terelni. 
A per után szerzett ismertségét később megpróbálta politikai téren kamatoztatni, de minden választáson ahol indult vereséget szenvedett.
A vádlottat megbízó és támogató szervezet: American Civil Liberties Union (ACLU), Amerikai Civil Szabadságjogi Unió. 1920. január 19-én alakult, mai napig működő szervezet, melynek több mint egymillió regisztrált tagdíjfizető tagja van. Civil jogvédő tevékenységet folytat.

## Hasonló esetek
1928-ban a darwini elméletek tanítása miatti másik híres per Cseh Károly baloldali tanító, újságíró ellen zajlott. Ez volt az adai majomper.
A teremtéstörténet hívei, a kreacionisták még sokáig próbálták az evolúció elméletét visszaszorítani az oktatásban, a kereszténységre és a Bibliára hivatkozva. Arkansasban, negyvenhárom évvel később, 1968-ban, Susan Epperson tanárnővel hasonló per zajlott, de itt már Az Amerikai Egyesült Államok Legfelsőbb Bírósága a tanárnőnek adott igazat, azzal az indoklással, hogy alkotmányellenes az evolúcióelmélet tanításának tiltása.
Magyarországon Móra Ferencet is feljelentették, mert egy majomember koponyájának a képét tette a falára.

## A pert feldolgozó színmű és filmek

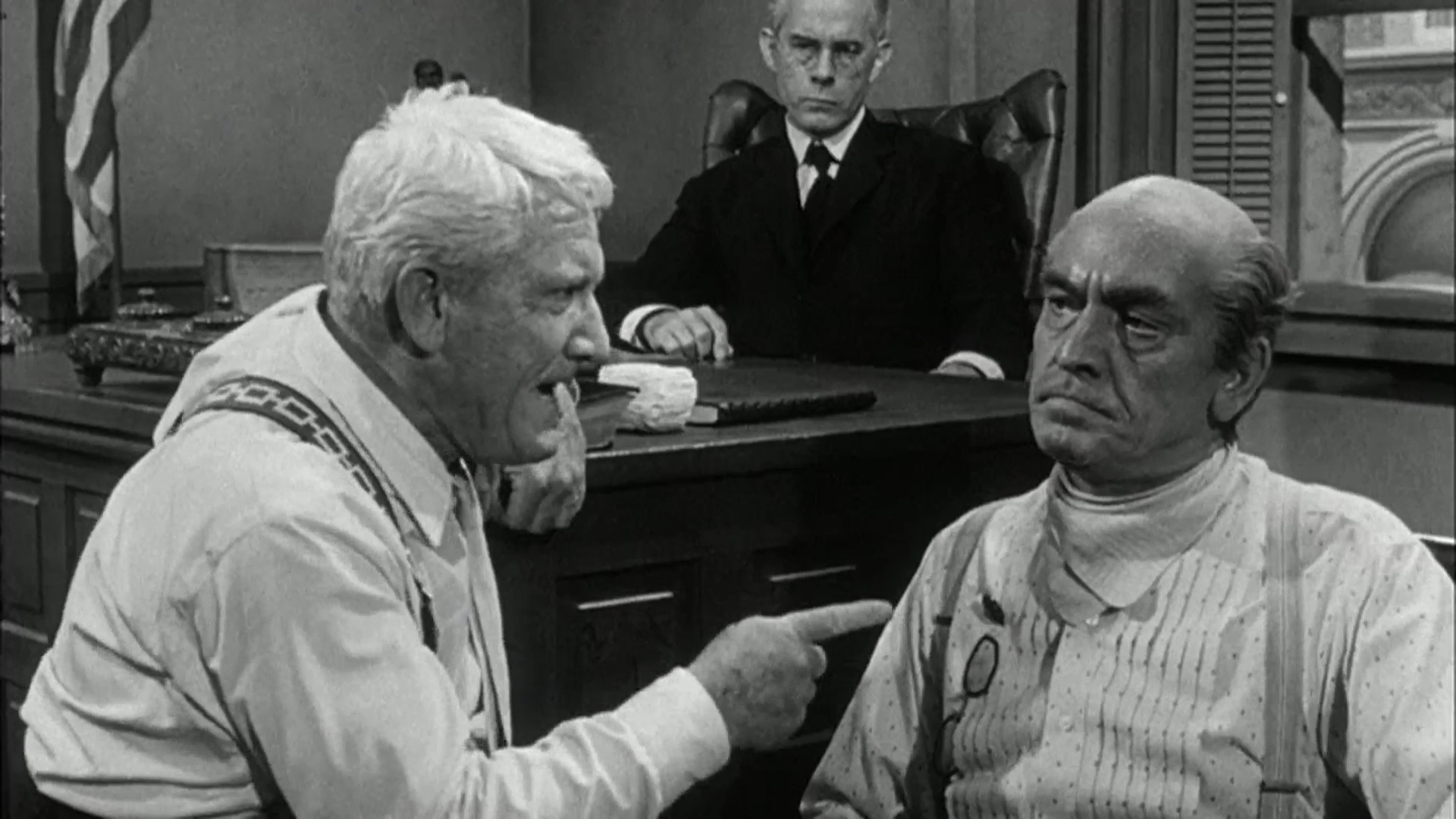
Aki szelet vet (1960) című filmben a két főszereplő, Spencer Tracy és Fredric March

- Inherit the Wind (1955) amerikai színmű. (Magyar címe: Aki szelet vet(wd)). Írta Jerome Lawrence és Robert Edwin Lee. Az 1925-ös per felidézésével a korabeli maccarthysta perek ellen emeltek szót. Magyarországon 1960. június 17-én mutatták be a Magyar Néphadsereg Színházában, Kazán István rendezésében.[23][24]

- Inherit the Wind (1960). (Magyar címe: Aki szelet vet). Lawrence és Lee drámája alapján rendezte: Stanley Kramer, a főszereplők: Spencer Tracy (kétszeres Oscar-díjas), Fredric March (kétszeres Oscar-díjas), Gene Kelly (Oscar-díjas).[25][26][27]

- Inherit the Wind (1965). Rendező: George Schaefer, főszereplők: Melvyn Douglas (kétszeres Oscar-díjas, Golden Globe-díjas és Emmy-díjas), Ed Begley, Norman Wright.[28][29]

- Inherit the Wind (1988). Rendező: David Greene, főszereplők: Kirk Douglas (Golden Globe-díjas), Jason Robards (kétszeres Oscar-díjas, Tony-díjas és Emmy-díj]as), Darren McGavin.[30][31][32]

- Inherit the Wind (1999). (Magyar címe: Majomper(wd)). Rendező: Daniel Petrie, főszereplők: Jack Lemmon (kétszeres Oscar-díjas, többszörös Golden Globe-díjas), George C. Scott (Oscar-díjas), Lane Smith.[33][34][35][36][37][38]

- Alleged (2010). (Magyar címe: A daytoni majom-per(wd)). Rendező: Tom Hines, főszereplők: Brian Dennehy  és Fred Thompson.[39]